# Black Fuel
Albums de Channel Zero
Unsafe
(1994) Live
(1997)
Black Fuel, sorti au début de 1997, est le quatrième album du groupe de heavy metal belge Channel Zero.

## L'album
Tous les titres de l'album ont été composés par les membres du groupe. Black Fuel a été enregistré en juillet 1996 par Attie Bauw et a été mixé par Bob Ludwig.

## Liste des titres
1. Black Fuel - 5 min 10 s
2. Mastermind - 3 min 32 s
3. Call on Me - 5 min 28 s
4. Fool's Parade - 5 min 05 s
5. Self Control - 5 min 09 s
6. Misery - 3 min 56 s
7. The Hill - 5 min 35 s
8. Love/Hate Satellite - 2 min 22 s
9. Caveman - 3 min 01 s
10. Put It In - 2 min 54 s
11. Wasted - 2 min 57 s
12. Outro - 6 min 27 s

## Les musiciens
- Franky "DSVD" De Smet Van Damme : voix
- Xavier Carion : guitare
- Tino De Martino : basse
- Phil Baheux : batterie

## Informations sur le contenu de l'album
- Black Fuel, Call on Me et Fool's Parade sont sortis également en singles.
- L'album est dédié à la mémoire de Patrice Hubloux, ancien guitariste du groupe, mort en 1995.